# Paraphidippus fulgidus
Paraphidippus fulgidus là một loài nhện trong họ Salticidae.
Loài này thuộc chi Paraphidippus. Paraphidippus fulgidus được Carl Ludwig Koch miêu tả năm 1846.